# 砖块王2
《砖块王2》（又称「弹砖块2」或「PC打砖块2」）是一个打砖块系列的游戏；也是砖块王系列的第二作。该游戏在1998年12月6日由Longbow Digital Arts.公司制作并率先在Windows平台发布。
2018年11月21號在Steam平台推出「DX-Ball 2: 20th Anniversary Edition」以慶祝遊戲滿20周年。

## 游戏内容
该系列续集是继承了16位增强色的引擎下，在背景图片和砖块中添加了生动的颜色。该游戏比上一作不同的是，新增了两种新的道具；新增了“Kid”难度和热座这两种游戏模式。在SideWinder作者制作的原创声音带旁边还介绍了在该游戏可以根据玩家的不同而选择不同的挡板。在试玩版里中，只有总共24个关卡（4组关卡，每组6关）的选择而已，而另外的关卡组是后来才添加上去的（后来的版本是有1200关版本【24组关卡，每组50关】）。该游戏的后续之作是2001年发布的超级弹力球。该游戏虽然不仅是维持了以前砖块王1的传统玩法，而且是重新利用了背景音乐和挡板、获得道具的声音效果，但必须要最低配置在增强色的状态下才能玩。该游戏也提供了在视觉方面的重大升级先行效果：例如利用了五颜六色的背景和砖块设计；透明的爆炸效果，光线追踪球和整屏的超级火红效果。该游戏也加强了分开选择打砖块的能力，其中如果有一组加强了游戏重玩结果，另外一组可以选择你正在玩的打砖块效果。而且每个砖块还可以自己设计成独一无二的方向。另外，如果在两个关卡组中使用了不同的图形背景，将会给了一个与其他有与众不同的效果。

## 历史和升级经历
砖块王2是在1998年12月16日发布。该游戏实际上是《砖块王》的升级版，但图片设计是由沙默斯负责而设计的。该游戏也发布了3次升级版本。

### 1.2版本
在该游戏发布了以后过了5个月（1999年5月12日），就发布了该游戏的升级至1.2的版本。该新版本出现了一些新的特征：包含内置游戏音乐，hotseat多人玩家模式；增强了火焰效果；从球开始撞击砖块直到砖块消失的一瞬间，出现白色的火花效果；优化了最高分界面效果；优化了火焰球的效果；半高亮的背景效果；比以前的版本出现更容易获得扣掉一条命的道具；当不可碎砖块在未受到撞击之前，游戏将会有更快的运转且更少的时间等待效果；列出了哪张图是到达了最高分；在附加设置中添加了配置文件且全面提高了性能。

## 道具
在以上的这些新特征中，此游戏也添加了两种新的道具：巨大球（Mega Ball）和一分为八（Eight Ball）。